# Обровски, Якуб

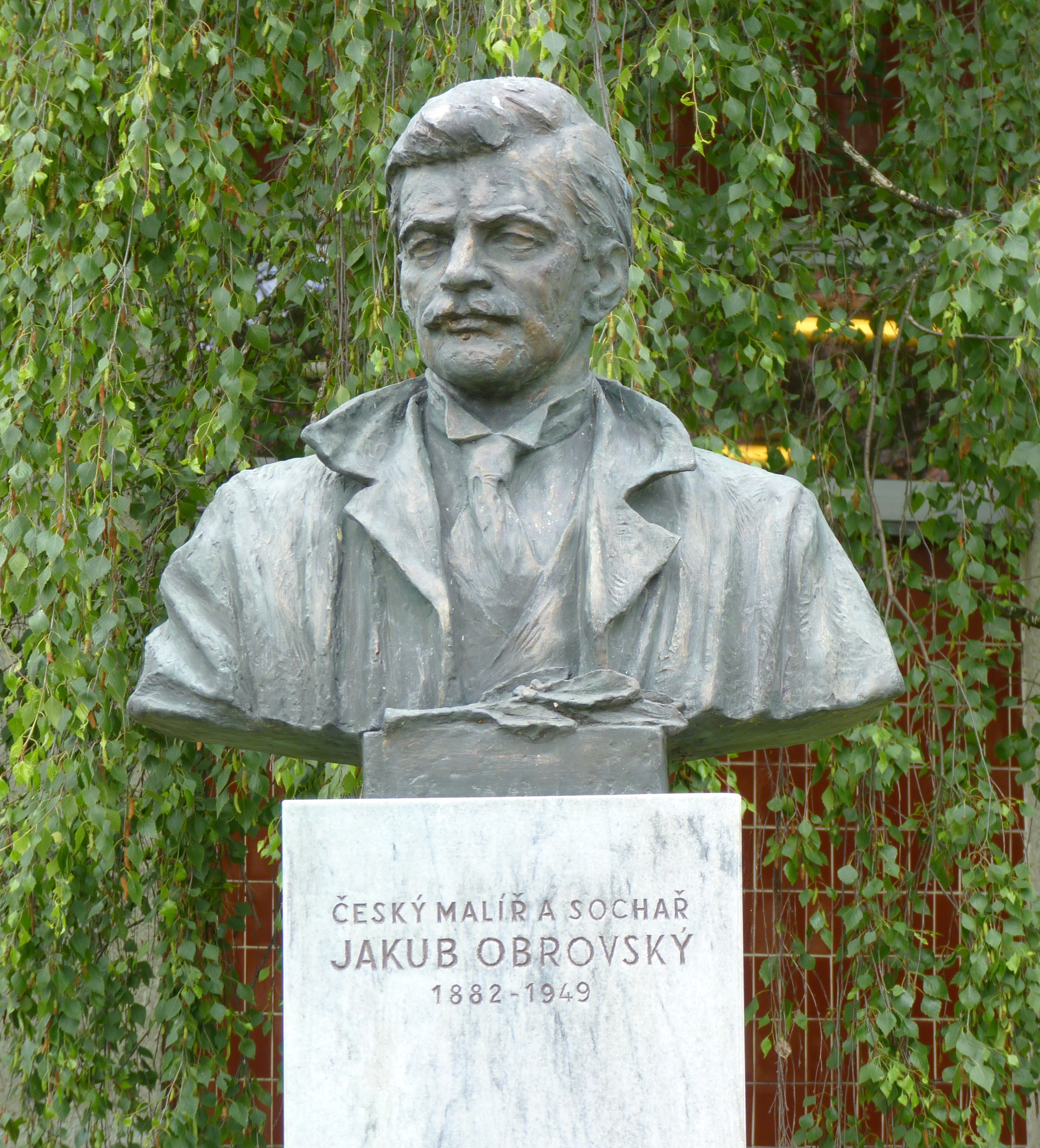
Бюст Якуба Обровски в Брно

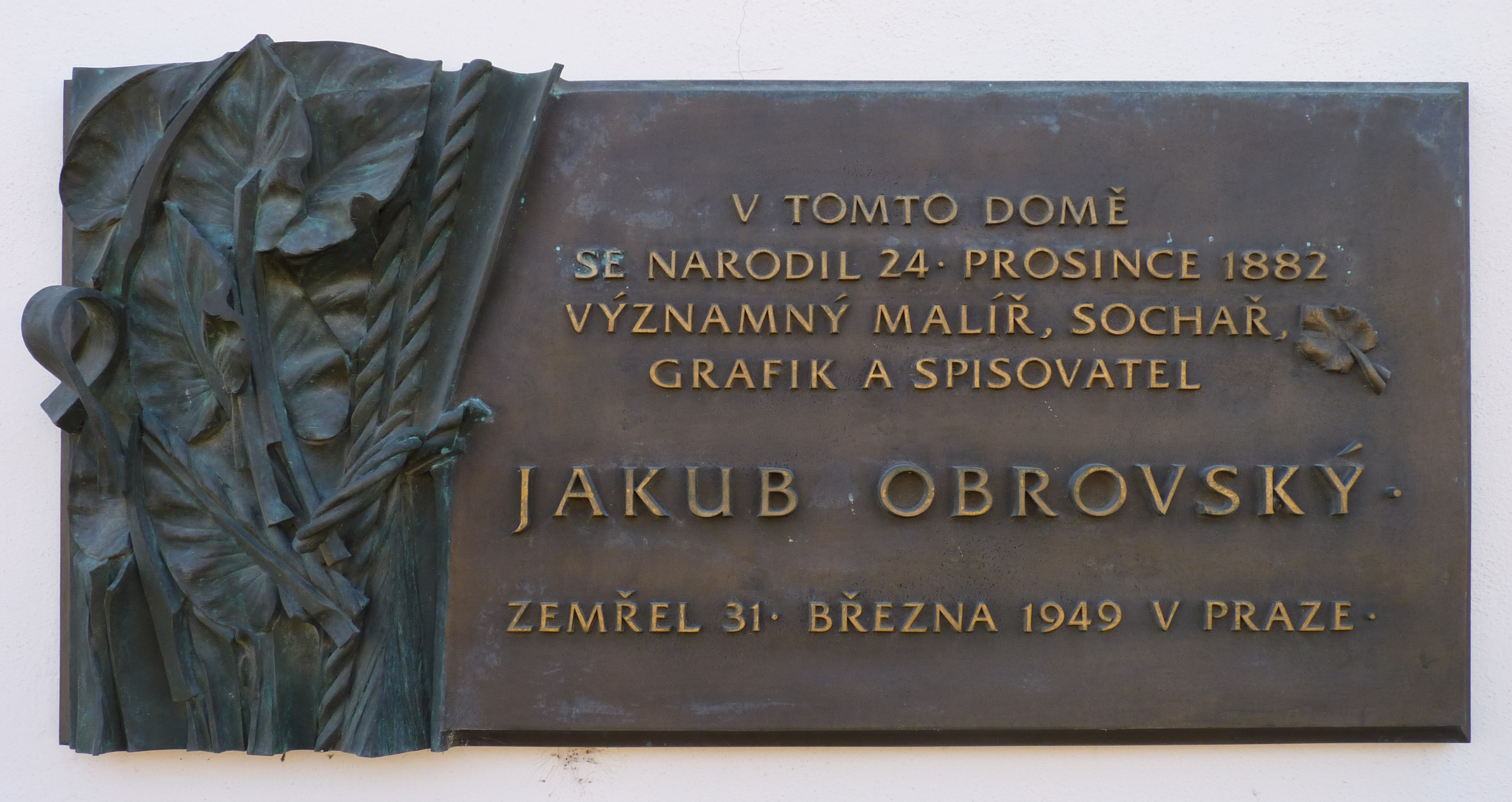
Мемориальная доска на доме в Брно, где родился Якуб Обровски

Якуб Обровски (чеш. Jakub Obrovský; 24 декабря 1882, Брно — 31 марта 1949, Прага) — чехословацкий скульптор, художник, график. Профессор (1919). Ректор пражской Академии изобразительных искусств.

## Биография
Якуб Обровский родился в Брно в 1882 году. Выпускник Высшей школы прикладного искусства в Праге (1901). Ученик Станислава Сухарды, Эмануэля Кресценца Лишки и Сельды Клоучека. С 1904 по 1905 год продолжил обучение в пражской Академии изобразительных искусств под руководством Максимиллиана Пирнера. В 1905-1906 — на службе в армии Австро-Венгрии.
В 1907 — получил стипендию на посещение Италии. Жил в Риме. В 1908 — вернулся в Прагу. Открыл художественную мастерскую.
Преподавал в Академии живописи. В 1919 году стал профессором, а во второй половине 1930-х годов — ректором пражской академии.
Обровский умер в Праге в 1949 году. Его дочь Яна Обровская (1930 — 1987) стала известным чешским композитором.

## Творчество

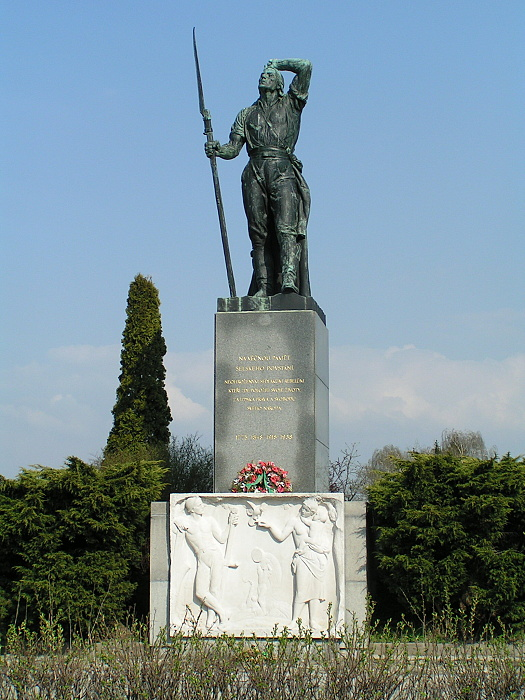
Памятник на мемориале крестьянским повстанцам 1775 года в г. Хлумец-над-Цидлиноу

Как живописец работал в академически-символическом стиле, сосредоточив основное внимание на декоративных росписях своих картин, мотивах с женскими фигурами. Скульптурой стал заниматься позже, создал ряд памятников и статуй. Часто лепил фигуры спортсменов.
Один из первых художников — создателей почтовых марок Чехословакии.

## Избранные работы
- Почтовая марка ЧСР «Лев, освобождающийся от своих цепей» (28 октября 1919),
- Почтовая марка ЧСР «Аллегория экономики» (1920).
- Скульптура «Адам и Ева» (1929)
- Памятник на мемориале крестьянским повстанцам 1775 года в г. Хлумец-над-Цидлиноу (1940).

## Награды
- Первая премия национальной Академии наук и искусств  (1914).
- Бронзовая медаль на Конкурсе искусств на летних Олимпийских играх 1932 года за скульптуру «Одиссей».